# Bouvron (Loire-Atlantique)
Bouvron (bretonisch: Bolvronn) ist eine französische Gemeinde mit 3.067 Einwohnern (Stand: 1. Januar 2022) im Département Loire-Atlantique in der Region Pays de la Loire. Sie gehört zum Arrondissement Châteaubriant-Ancenis und zum Kanton Blain. Die Einwohner werden Bouvronnais und Bouvronnaises genannt.

## Geographie
Bouvron liegt rund 50 Kilometer nordwestlich von Nantes. Nachbargemeinden von Bouvron sind Guenrouet im Norden, Blain im Nordosten, Fay-de-Bretagne im Osten, Savenay im Süden und Südwesten, Campbon im Westen sowie Quilly im Westen.
An der östlichen Gemeindegrenze verläuft das Flüsschen Farinelais, das hier Ruisseau de Préhem genannt wird. Der Hauptort liegt am namensgleichen Ruisseau de la Farinelais, der später in die zuvor genannte Farinelais einmündet. Durch die Gemeinde führt die Route nationale 171.

## Bevölkerungsentwicklung
| 1962 | 1968 | 1975 | 1982 | 1990 | 1999 | 2006 | 2017 |
| ---- | ---- | ---- | ---- | ---- | ---- | ---- | ---- |
| 2278 | 2285 | 2295 | 2334 | 2402 | 2408 | 2575 | 3115 |

## Sehenswürdigkeiten
- Kirche Saint-Sauveur, errichtet 1892
- Kapelle Saint-Julien, 1962 wieder errichtet
- Kapelle Saint-André, ursprünglich aus dem 10. Jahrhundert, im 20. Jahrhundert weitgehend neu errichtet
- Schloss Quéhillac aus dem 16. und 17. Jahrhundert, mit Kapelle Saint-Mathieu, seit 2002 in Teilen als Monument historique eingeschrieben
- Schloss Launay-Bedeau

Siehe auch: Liste der Monuments historiques in Bouvron (Loire-Atlantique)

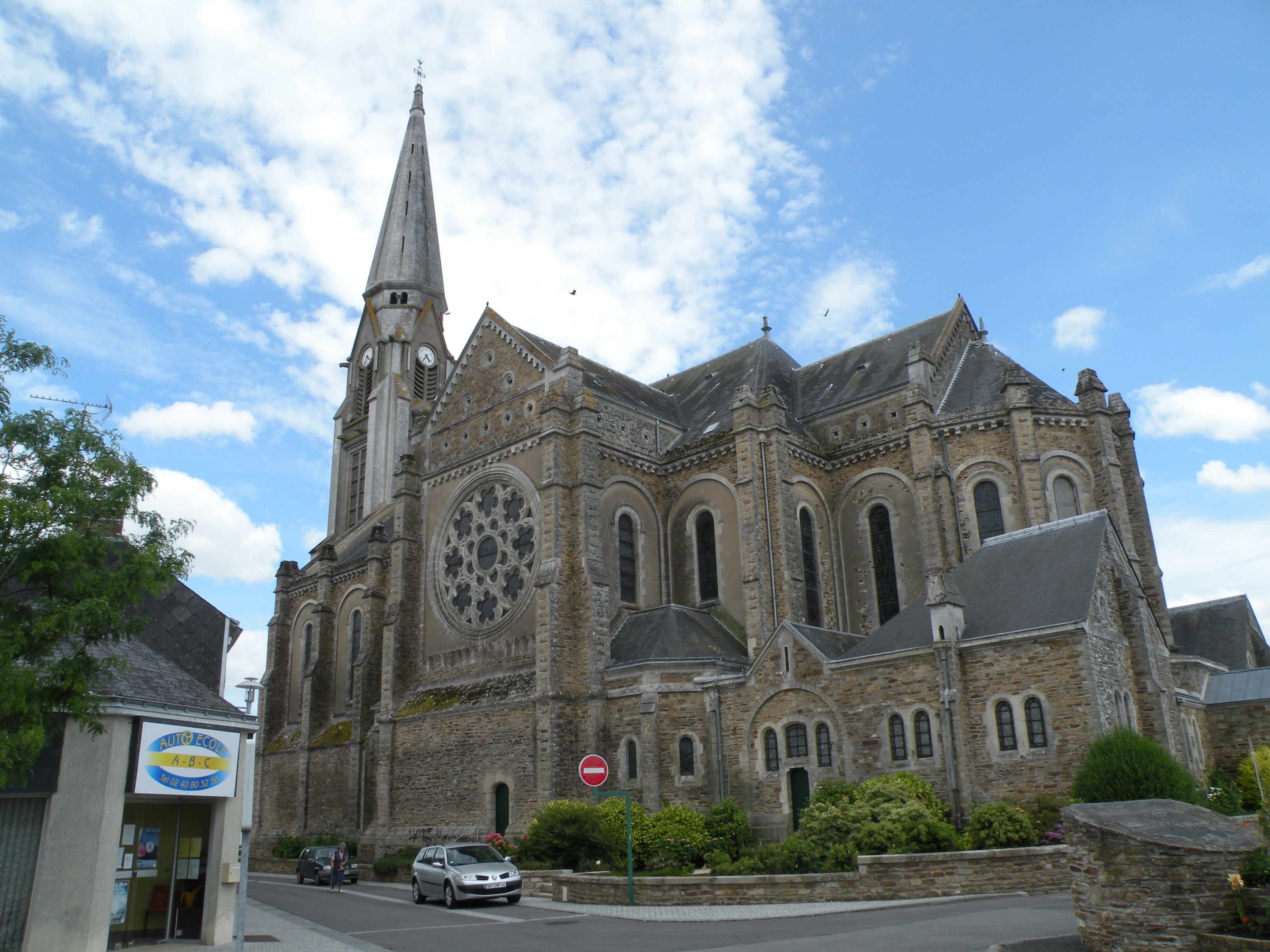
Kirche Saint-Sauveur
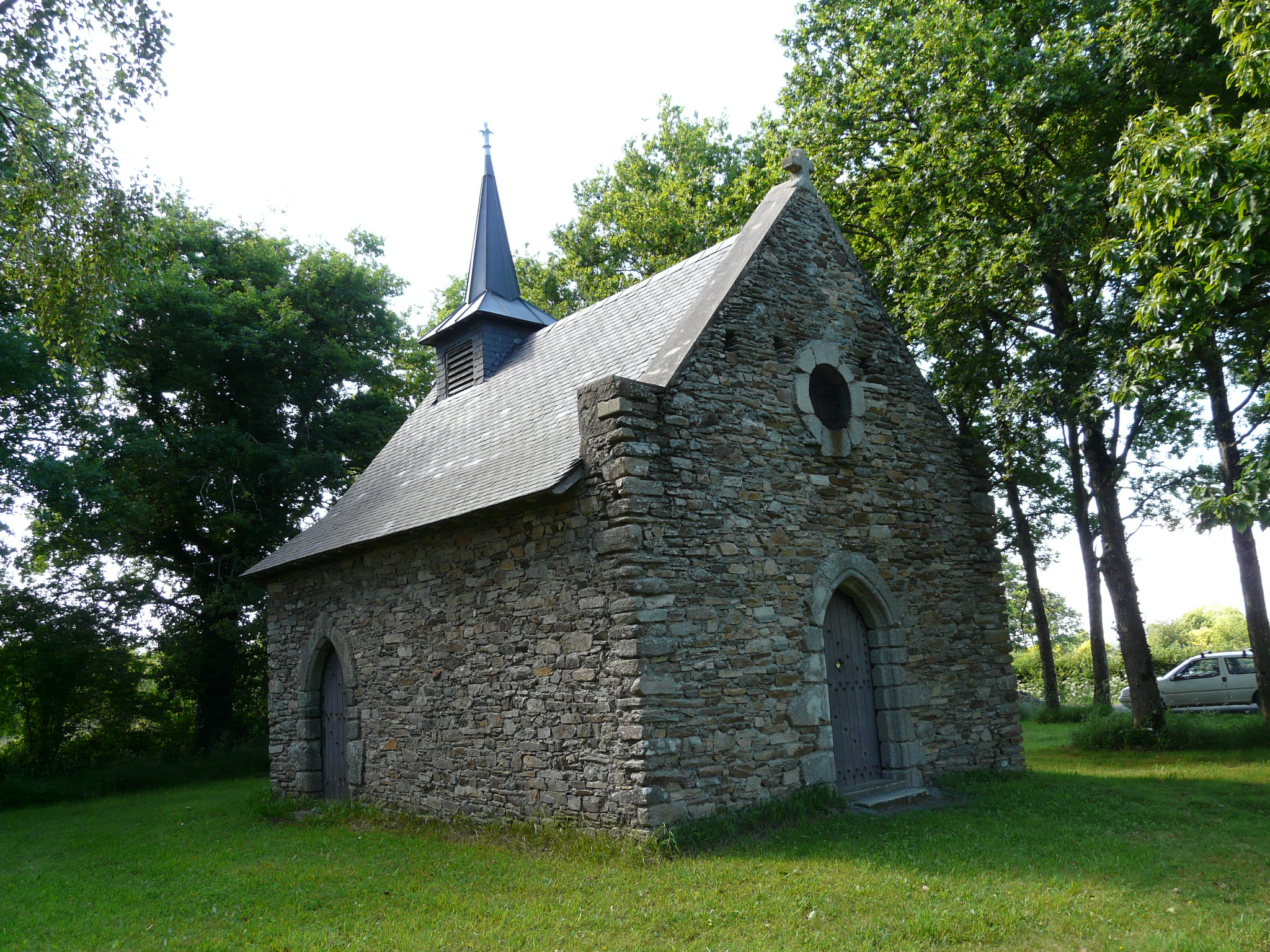
Kapelle Saint-Julien
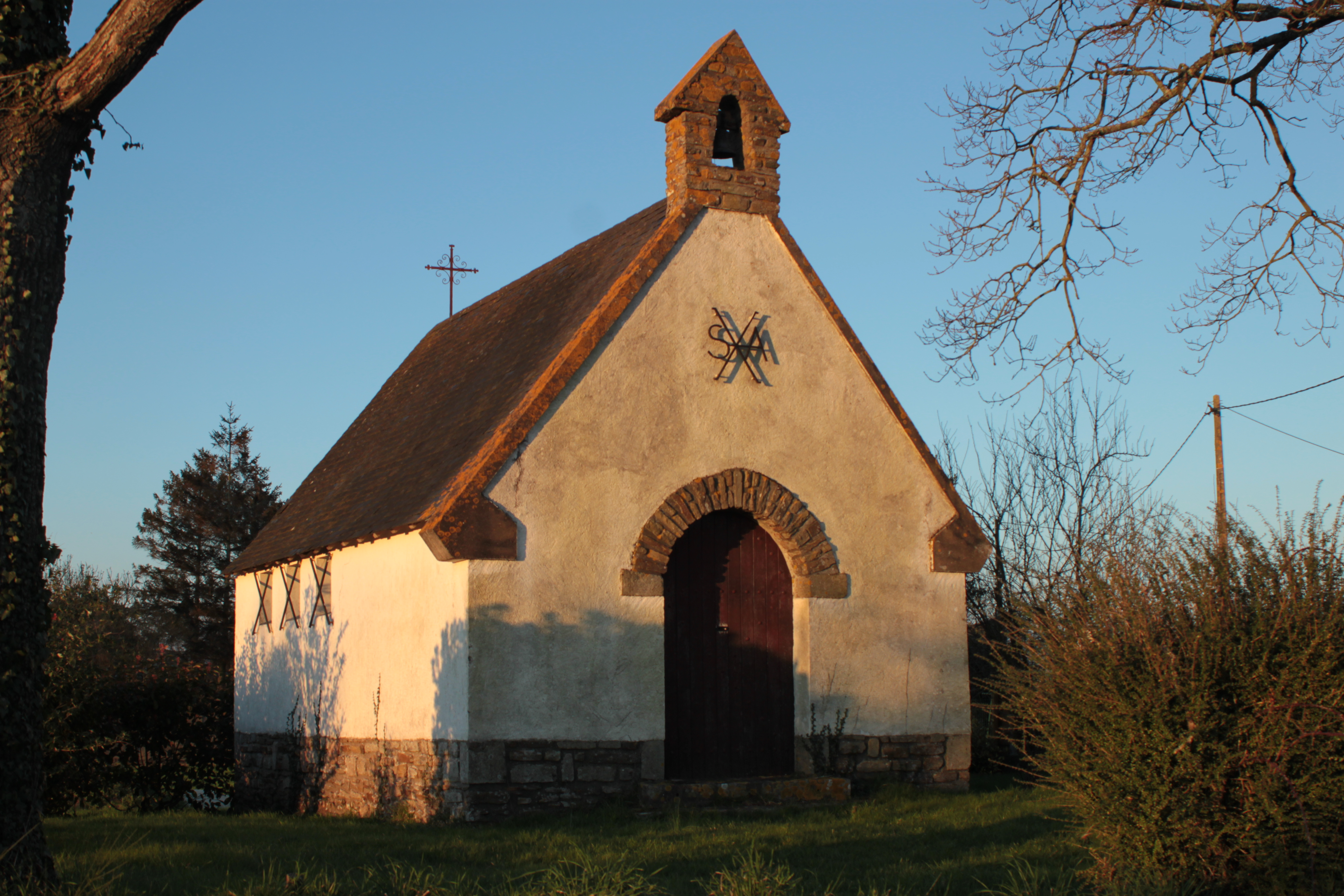
Kapelle Saint-André
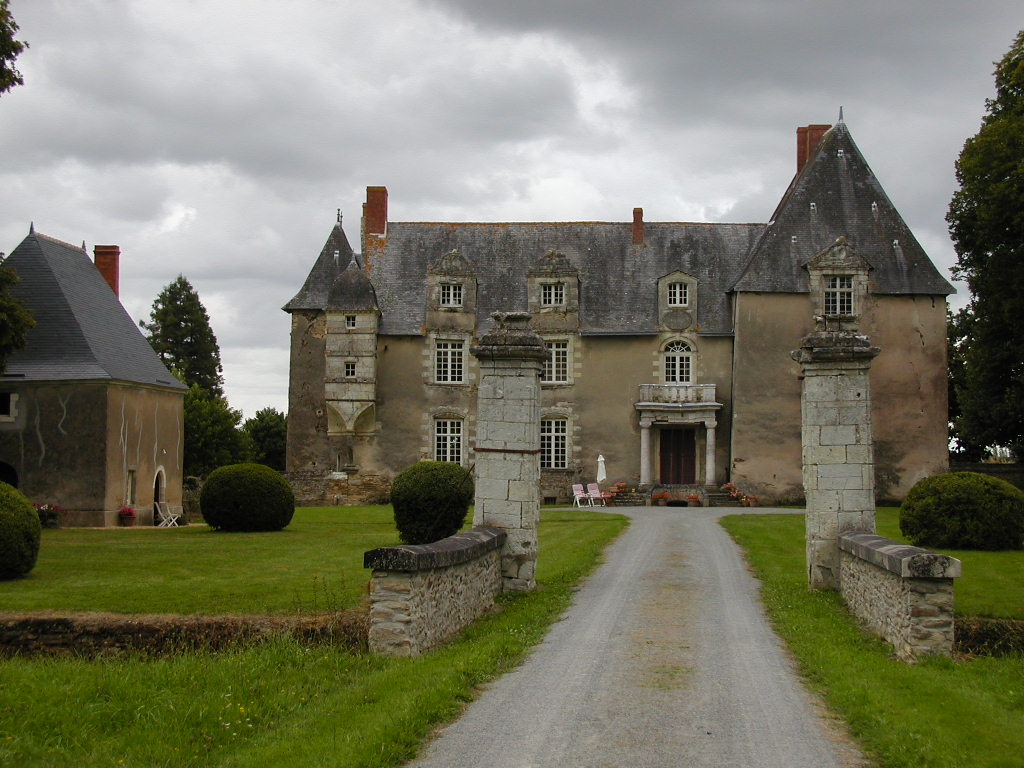
Schloss Quéhillac